# Замок Ред-Бей

Герб вождів клану Біссетт.

Замок Ред-Бей (англ. Red Bay Castle, ірл. Caislen Camus Rhuaidh) — кашлен Камус Руайд — замок Червоної Затоки — один із замків Ірландії, знаходиться в графстві Антрім, Північна Ірландія. Замок стоїть на мисі, що виступає в море на північ від Гленаріфф, на шляху до Кушендолл.

## Історія замку Ред-Бей
Замок Ред-Бей збудував клан Біссетт (Мак Еойн Біссетт) у ХІІІ столітті на місці більш давньої фортеці, яка була форпостом королівства Дал Ріада. Клан Біссет колись володів землями в Шотландії, але ці землі були конфісковані. Люди клану Біссетт мусили тікати в Ірландію, рятуючи своє життя після того, як Волтер Біссетт був звинувачений у вбивстві Патріка — графа Атола в Хаддінгтоні, Східний Лотіан, у 1242 році. Король Англії Генріх ІІІ дарував Волтеру Біссетту великі володіння в баронстві Гленарм, Ірландія, хоча в той час Ірландія не була повністю підкорена Англією.
Джон Мор МакДональд — І лорд Даннівег одружився з Марджері Біссетт із Глен Антрім. У результаті цього шлюбу він отримав у власність замок Ред-Бей. Його нащадки розширили і перебудували замок у XVI столітті. У 1565 році замок спалив і зруйнував вщент Шейн О'Ніл — вождь клану О'Ніл з королівства Тір Еогайн (Тірон). Замок відбудував Сорлі Бой МакДоннелл, але пізніше замок був закинутий і перетворився в руїни.
У 1604 році замок був знову відновлений, але пізніше, під час громадянської війни на Британських островах замок Ред-Бей був зруйнований військами Олівера Кромвеля в 1652 році під час завоювання Кромвелем Ірландії і придушення ірландського повстання за незалежність.